# بوسرحان الزيتوني
بوسرحان الزيتوني ، مواليد 4 فبراير 1958 بالدار البيضاء / المغرب، هو مخرج ومؤلف وناقد مسرحي مغربي.

## إنتاجاته المسرحية

### .التأليف.
- تقسيمات سنة 1979
- الضد وضده سنة 1980
- أين أنت من زيدان سنة 1984
- الطبل سنة 1985
- جمرة سنة 2007

### الإعداد المسرحي
- سمنهرور سنة 1986
- لعب الراري سنة 1993
- رجل برجل سنة 1985
- الريح سنة 1995
- يوليوس قيصر سنة 2009

### .الإخراج.
- 1986 – مسرحية سمنهرور تأليف عبد الرحمان حمادي
- 1987 – مسرحية ليلة بيضاء تأليفه[3]
- 1988 – ماض اسمه المستقبل نأليف محمد تيمد
- 1991 – الاغتصاب تأليف سعد الله ونوس
- 1993 – مسرحية لعب الدراري عن خوسي تريانا
- 1995 – مسرحية الجسر تأليف آمنة بنت ربيع سالمين
- 1996 – مسرحية العصفور تأليف زيامين زتيانان
- 1998 – مسرحية من الحيط لهيه إعداد الزيتوني بوسرحان
- 2001 – مسرحية السيبة تأليف محمد الطبعي
- 2002 – مسرحية ترانزيت تأليف محمد الطبعي
- 2004 – مسرحية خفة الرجل تأليف سالم اكويندي
- 2005 – مسرحية حديث ومغزل تأليف سالم اكويندي
- 2006 – مسرحية الريح إعداد الزيتوني بوسرحان
- 2007 – مسرحية جمرة تأليف الزيتوني بوسرحان
- 2009 – مسرحية يوليوس قيصر لوليام شكسبير

### المشاركات الوطنية
- 1987 – اللقاء الوطني الثاني مكناس
- 1988 – ملتقى أكادير المسرحي
- 1988 – اللقاء الوطني الثالث بمكناس
- 1989 – ملتقى اتحاد كناب المغرب بأكادير
- 1989 – لقاء المحمدية المسرحي
- 1991 – المهرجان الوطني لمسرح الهواة بطنجة
- 1993 – المهرجان الوطني بالصويرة
- 1993 – ملتقى الحمراء بمراكش
- 1993 – ربيع المسرح بابن امسيك
- 1993 – ملتقى أكادير المسرحي
- 1996 – اللقاء المسرحي بآسفي
- 1998 – اللقاء الثقافي الثالث لابن امسيك - المهرجان الوطني الرابع للمسرح المغربي – مكناس
- 2002 - اللقاء الثقافي الرابع لابن امسيك
- 2006 – المهرجان الوطني للمسرح بمكناس – مسرحية الريح
- 2006 – الأسبوع الثقافي المغربي بالجزائر – الجزائر - العاصمة.
- 2000 – 2007 – المهرجان الوطني للمسرح بمكناس بمسرحيات: ترانزيت – خفة الرجل – حديث ومغزل – الريح – جمرة – يوليوس قيصر
- 2010 – مسرحية واكل مخو عن l’étourdi لموليير.
- 2013 – مسرحية أوسويفان عن مسرحية رجل برجل لبرتولد بريشت

### المشاركات الدولية
- 2000 – مسرحية الساعة والصحراء – l’horloge et le désert – بروكسيل Belgique 	- pilotgroup إخراج rahim elasri . .
- 2011 – تأطير تدريب تكويني L’ATA – Italie .

### .الجوائز والتقديرات.
- 1991 – جائزة السينوغرافيا – مسرحية الاغتصاب
- 1993 – جائزة أحسن عمل متكامل وأحسن تشخيص – مسرحية لعب الدراري
- 1995 – جائزة البحث الفني – مسرحية ليلة بيضاء
- 2001 – جائزة أحسن إخراج مسرحية ترانزيت بالمهرجان الوطني للمسرح بمكناس[4]
- 2006 – جائزة الإخراج عن مسرحية الريح بالمهرجان الوطني للمسرح بمكناس
- 2007 – جائزة الكبرى عن مسرحية جمرة - – المهرجان الوطني للمسرح الاحترافي مكناس.
- 2013 – جائزة أحسن إخراج – المهرجان الوطني للاخراج عن مسرحية أوسويفان معدة عن مسرحية رجل برجل لبرتولد بريشت.[5]
- 2014 – عضو لجنة التحكيم في فعاليات الدورة 16 للمهرجان الوطني للمسرح بمكناس.[6]
- 2017 - جائزة أحسن إخراج عن مسرحية جيل شو لفرقة القلاية للابداع. المهرجان الجهوي / الدار البيضاء
- 2019 - جائزة حسن إخراج عن مسرحية بويا عمر تأليف عبجو جلال * فضاء اللواء للابداع.المهرجان الجهوي / الدار البيضاء